# Aviație militară

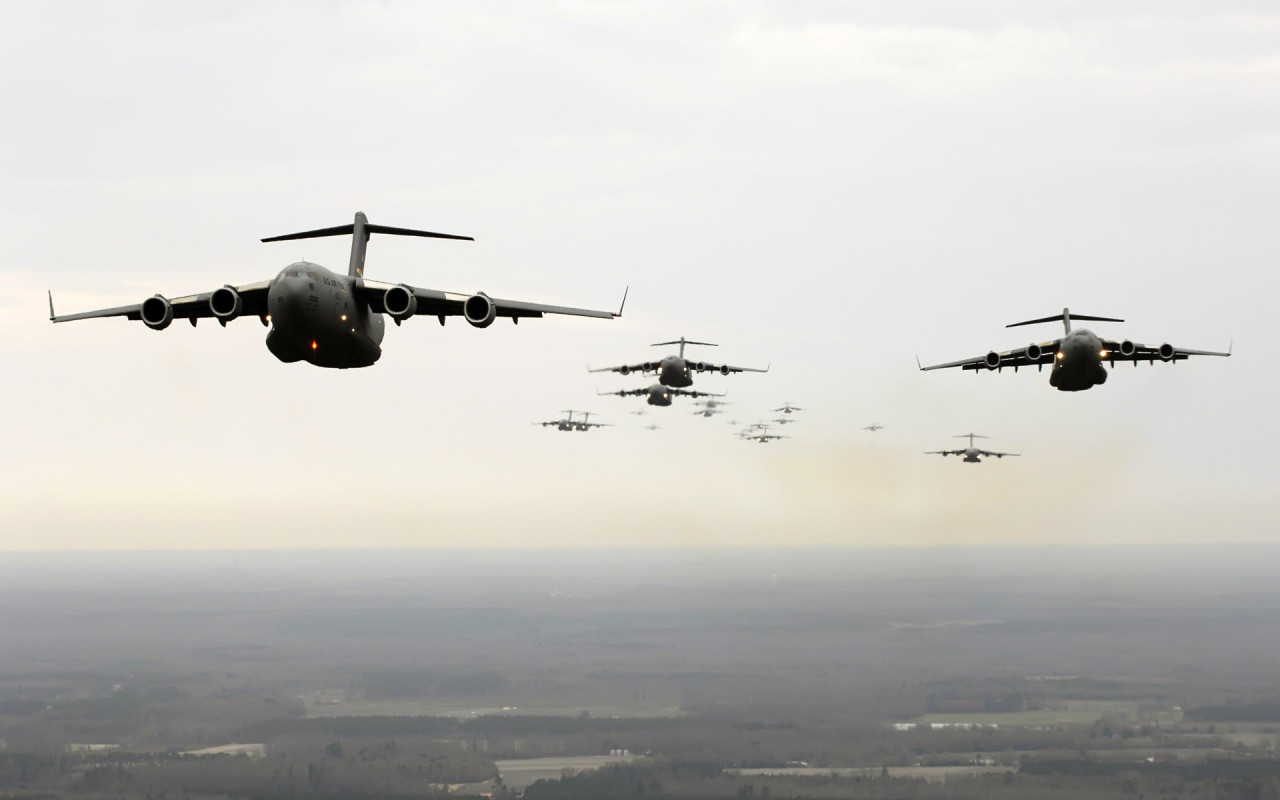
O escadronă a USAF C-17

Aviația militară este folosirea aeronavelor militare și a altor mașini zburătoare în scopul conducerii sau al activării războiului aerian, inclusiv capacitatea națională de transport aerian (marfă aeriană) să asigure furnizarea logistică forțelor staționate într-un teatru al acțiunilor militare sau de-a lungul unui front. Forța aeriană include mijloacele naționale de desfășurare a unui astfel de război, inclusiv intersecția transportului și a ambarcațiunilor de război. Avioanele militare includ bombardiere, avioane de vânătoare, avioane de transport militar, avioane de antrenament și avioane de recunoaștere.

## Istoric

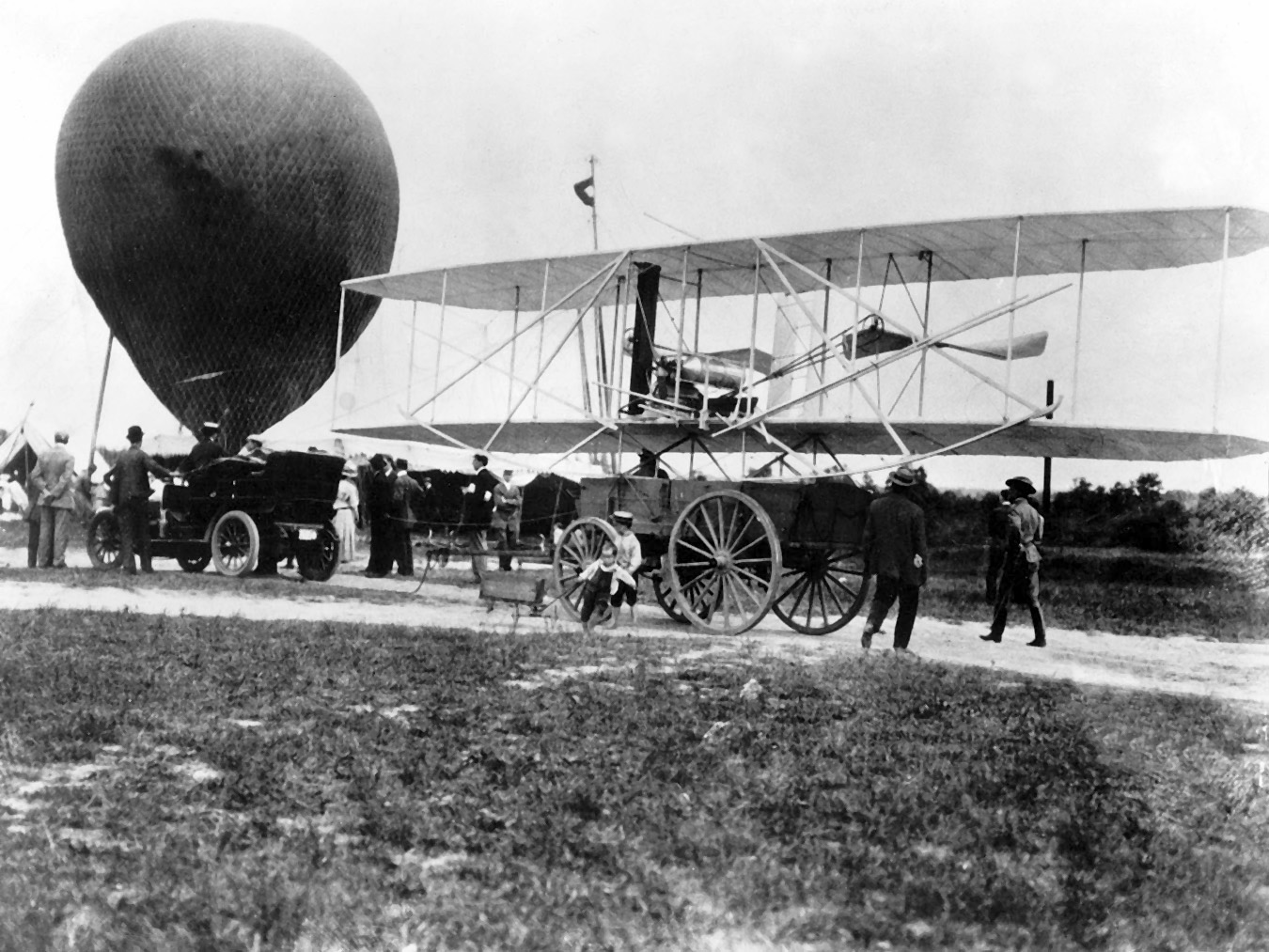
Modelul Wright 1908. Un avion militar sosește la Fort Myer, Virginia, la bordul unui vagon

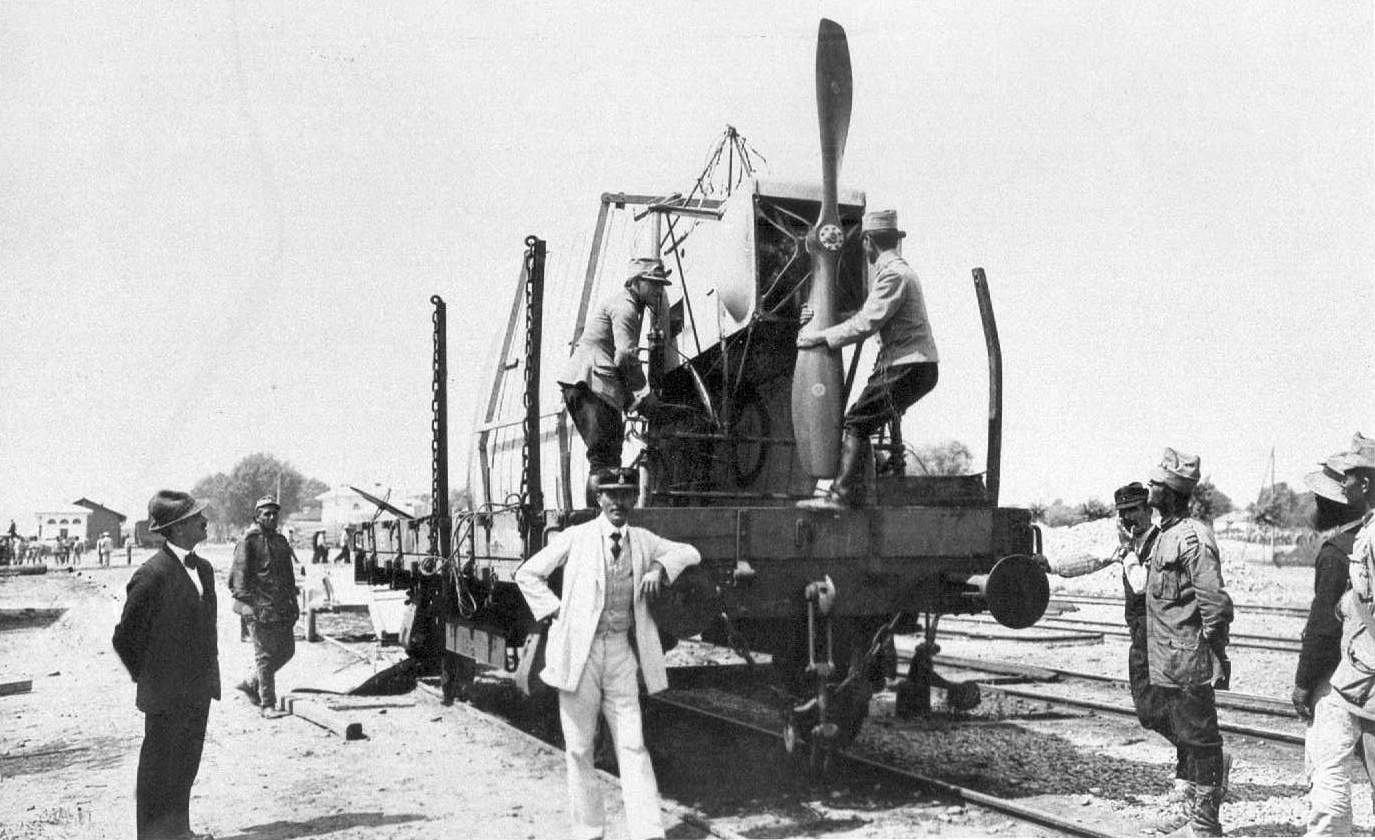
Descărcarea unui monoplan de artilerie Bleriot XI-2 a Armatei Române în timpul celui de-al doilea război balcanic din 1913

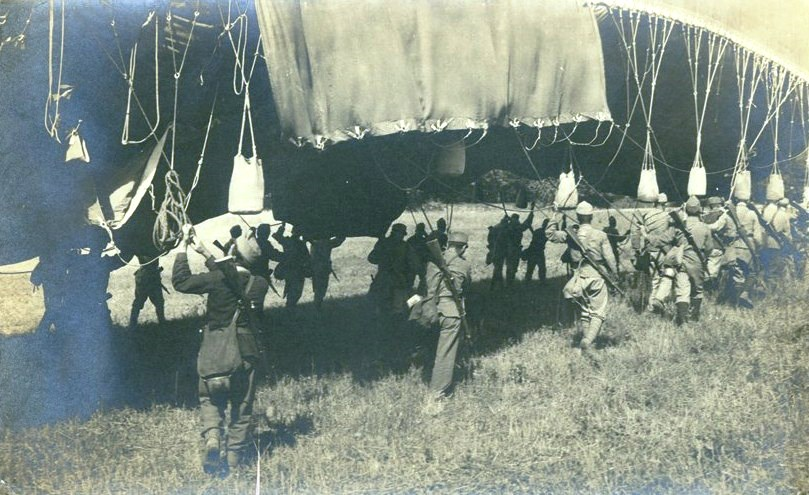
Soldații austro-ungari transportă un balon militar în timpul primului război mondial, în 1914

Primele utilizări militare ale aviației au implicat baloane mai ușoare decât aerul. În timpul bătăliei de la Fleurus în 1794, balonul de observare francez l'Entreprenant a fost folosit pentru a monitoriza mișcările trupelor austriece. Utilizarea aeronavelor mai ușoare decât aerul în război a devenit predominantă în secolul al XIX-lea, inclusiv utilizarea regulată în Războiul Civil American. Aviația militară mai ușoară decât aerul a persistat până la scurt timp după cel de-al doilea război mondial, treptat fiind retras din roluri diferite, pe măsură ce aeronave mai grele decât aerul s-au îmbunătățit. 
Avioanele mai grele decât aerul au fost recunoscute ca având aplicații militare încă de timpuriu, în ciuda rezistența față de tradiționaliști și limitările severe ale avioanelor timpurii. Corpul Signal Army al SUA a achiziționat un model Wright pe 2 august 1909, care a devenit prima aeronavă militară din istorie. În 1911, italienii au folosit o varietate de tipuri de aeronave în roluri de recunoaștere, foto-recunoaștere și bombardament în timpul zboiului italo-turc. La 23 octombrie 1911, un pilot italian, căpitanul Carlo Piazza, a zburat pe linia turcă cu ocazia primei misiuni de recunoaștere aeriană din lume, iar pe 1 noiembrie prima bombă aeriene a fost abandonată de sublocotenentul Giulio Gavotti, asupra trupelor turcești din Libia, dintr-un model timpuriu al avioanelor Etrich Taube. Turcii, fără arme antiaeriene, au fost primii care au doborât un avion, cu foc de pușcă.
Aviația militară a unui stat formează forțele aeriene militare ale acelui stat.
Aceasta se compune din:
- aviație de bombardament;
- aviație de vânătoare;
- aviație de vânătoare-bombardament;
- aviație de cercetare;
- aviație auxiliară (de legătură, sanitară etc.).

Forțele aeriene militare sunt organizate în unități și mari unități navigante și de deservire și execută misiuni în cooperare cu celelalte arme sau independent.